# Chil Berman
Chil Icchak Berman, także Chil Icek Berman (ur. w 1850 w Łodzi, zm. 17 lutego 1934, tamże) – kupiec, fabrykant i radny miasta Łodzi, pochodzenia żydowskiego.

## Życiorys
Chil Berman urodził się w Łodzi. Był synem pośrednika handlowego, pośredniczącego w handlu między fabrykami w Łodzi a rynkiem rosyjskim. Berman około 1877 założył skład towarów w Witebsku. Z czasem przeniósł się z powrotem do Łodzi, gdzie w 1889 założył przy ul. Zielonej 22 tkalnię parową, a następnie przy ul. Średniej 81 (późn. i ob. ul. Pomorska) także tkalnię mechaniczną. Ponadto był właścicielem przędzalni przy ul. Spacerowej vel Promenadzie 34 (późn. i ob. al. Tadeusza Kościuszki).
W wyborach do Rady Miejskiej w Łodzi, przeprowadzonych w styczniu 1917 roku, Berman uzyskał mandat radnego, startując z listy Centralnego Żydowskiego Komitetu Wyborczego. Radnym był przez 4 kadencje, od 1917 do 1931 (w wyborach w maju 1923 i w październiku 1927 kandydował z ramienia Zjednoczenia Żydów Ortodoksów), a ponadto zasiadał w zarządzie Gminy Żydowskiej.
Był członkiem Stowarzyszenia Fabrykantów i Kupców miasta Łodzi, stowarzyszeń żydowskich „Bikur Cholim”, „Chesed szel Emet”, „Ceirej Mizrachi”, a także współzałożycielem szkoły Żydowskiej Szkoły Rzemieślniczej „Talmud Tora”. Wspierał również więźniów, chorych i żołnierzy pochodzenia żydowskiego, zaopatrując ich w koszerną żywność z okazji świąt Pesach i Sukot.
Został pochowany na nowym cmentarzu żydowskim przy ul. Brackiej w Łodzi.